# HEX-Dr.
HEX-Dr, egentligen Erik Zettervall, född 21 augusti 1977 i Jokkmokk, är en svensk artist , låtskrivare  och musiker.
Han solodebuterade 2017 med låten "Voodoo", under sitt alias HEX-Dr., men redan 2015 medverkade han som artist, musikproducent och låtskrivare på Kitoks singel "Kärlekens makt". Låten släpptes av Universal Music Group och premiärspelades i Musikguiden i P3 den 9 juni 2016 . Den roterade även på P4 och Sameradion .
"Voodoo" släpptes som musikvideo den 24 december 2017 och är delvis inspelad på Ájtte, Svenskt fjäll- och samemuseum under Jokkmokks marknad .

## Medlem i Kitok
Erik Zettervall är sedan 2013 musiker till artisten Kitok. Han medverkar som musiker, artist och låtskrivare på albumen, och är även med live som DJ, gitarrist och sångare. De har bland annat spelat på Bråvalla festival , Sommarkrysset  och i Musikhjälpen .
Han medverkar på låten Paradise Jokkmokk, som med sina sex miljoner streams sålt guld och platina . Erik syns även i videon .

## Övrigt
2012 släppte Erik en skiva under namnet "Erik Zettervall efter katastrofen" . 
Han var tidigare musiker till artisten Markus Fagervall .
Erik Zettervall var med och producerade "Inte idag" på Mattias Alkbergs EP "Epitafium" .
Magnus Ekelund & Stålet och Jakob Hellman släppte låten "Utan er" 2011, där Erik står med som producent .

## Diskografi

### Singlar
- 2016 – Kärlekens Makt - tillsammans med Kitok
- 2017 – Voodoo

### Fotnoter
1. ↑  ”Artistsida: HEX-Dr.”. Spotify. https://open.spotify.com/artist/5PqlgZIJEoI4YzfN5Ngxxu. Läst 11 januari 2018.
2. ↑  ”Kärlekens makt. ft. HEX-Dr.” (video). VEVO. https://www.youtube.com/watch?v=UBcsh6bOoe4. Läst 10 januari 2018.
3. ↑  ”Veckans premiärer”. SR P3. http://sverigesradio.se/sida/avsnitt/731658?programid=4067. Läst 11 januari 2018.
4. ↑  ”Den har jag gått och nynna på hela våren”. SR Sameradion. http://sverigesradio.se/sida/artikel.aspx?programid=2327&artikel=6449748. Läst 11 januari 2018.
5. ↑  ”HEX-Dr. Voodoo” (video). Youtube. https://www.youtube.com/watch?v=E_7wWlXmMPs. Läst 10 januari 2018.
6. ↑  ”Bråvalla, dag 1”. Dagens Nyheter. https://www.dn.se/kultur-noje/konsertrecensioner/bravalla-dag-1-torsdag/. Läst 11 januari 2018.
7. ↑  ”Halleluja (krossa eller krossas)” (video). Sommarkrysset i TV4. https://www.youtube.com/watch?v=wIP5lkeMT1Y. Läst 11 januari 2018.
8. ↑  ”Halleluja (krossa eller krossas)”. Musikhjälpen i SVT. https://www.youtube.com/watch?v=_0ei9_PYptw. Läst 11 januari 2018.
9. ↑  ”Artistsida: Kitok”. Spotify. https://open.spotify.com/artist/1PcWAfzz0pTRP7GxaBDvo4. Läst 11 januari 2018.
10. ↑  ”Paradise Jokkmokk” (video). VEVO. https://www.youtube.com/watch?v=_qHPnnazBZc. Läst 10 januari 2018.
11. ↑  ”Uppriktigt och ärligt uttryc”. Gaffa. Arkiverad från originalet den 11 januari 2018. https://web.archive.org/web/20180111165051/http://gaffa.se/recension/66420/erik-zettervall-efter-katastrofen. Läst 11 januari 2018.
12. ↑  ”Again” (video). TV4 Nyhetsmorgon. https://www.youtube.com/watch?v=ISP4JXo-tpQ. Läst 10 januari 2018.
13. ↑  ”Mattias Alkbergs Begravning – Epitafium”. Discogs. https://www.discogs.com/Mattias-Alkbergs-Begravning-Epitafium/release/5605548. Läst 11 januari 2018.
14. ↑  ”Svart flagg”. Spotify. https://open.spotify.com/album/4V1lliNkivN2XPOU5k7m8P. Läst 11 januari 2018.